# Walter Garre
Walter Garre Lopez (* 2. September 1945 in Paysandú) ist ein ehemaliger uruguayischer Radrennfahrer.

## Sportliche Laufbahn
Garre war Teilnehmer der Olympischen Sommerspiele 1968 in Mexiko-Stadt. Er bestritt das Mannschaftszeitfahren. Das Team aus Uruguay mit René Deceja, Luis Sosa, Walter Garre und Jorge Jukich belegte den 24. Rang.
1973 wurde er Zweiter im Etappenrennen Rutas de América hinter Carlos Alcantara und Vierter der Uruguay-Rundfahrt.